# Giuseppe Pognante
Giuseppe Pognante (Saint-Rambert-en-Bugey, 1º febbraio 1894 – Susa, 16 marzo 1985) è stato un pittore italiano.

## Biografia
Giuseppe Pognante era figlio di emigrati italiani in Francia, paese nel quale fu noto come "Joseph Pognante". Entrambi i genitori provenivano da Piossasco. La drogheria di suo padre venne vandalizzata durante le proteste anti-italiane seguite all'assassinio di Sadi Carnot ad opera di Sante Caserio. Sul letto di morte il padre domanderà poi al figlio di non chiedere la naturalizzazione francese. Giuseppe studiò all'École des beaux-arts (Scuola di Belle Arti) di Lione, dove fu allievo di Auguste Morisot. Allo scoppio della Prima Guerra Mondiale Giuseppe partì per arruolarsi nel 3º Reggimento alpini nel battaglione Exilles.
Nel 1917 presentò otto opere al Salon d'Automne. Successivamente le sue opere furono esposte a Lione alla Galerie des Deux Collines, alla Galerie Maire-Pourceaux e tre di esse alla galerie Saint-Pierre Alfred Poyet in occasione della prima mostra del gruppo Les Ziniar, nel 1920. Il comune di Lione decise poi di acquistare i suoi dipinti che sono conservati al Musée des Beaux-Arts.
Rifiutò l'iscrizione al partito nazionale fascista e, tra il 1935 e il 1940, si trasferì a Mogadiscio (Africa Orientale Italiana) dove fu insegnante di disegno del liceo. Durante la sua permanenza in Somalia dipinse varie figure femminili e paesaggi africani.
Tornato in Italia, negli Anni Cinquanta rilanciò la scuola di intaglio del Melezet.
I suoi dipinti dal 1997 sono esposti anche in un sala dedicata del Castello della contessa Adelaide di Susa, città in cui visse dopo essere ritornato dalla Somalia. Nel 2005 il comune di Susa gli ha intitolato il parco cittadino. La casa di proprietà del pittore è stata donata dagli eredi alla stessa Città di Susa, per allestirvi una pinacoteca comunale dedicata all'esposizione permanente delle opere dell'artista e ad esposizioni temporanee.